# Venezuelai díszes madárpók
A venezuelai díszes madárpók (Psalmopoeus irminia) a pókok (Araneae) rendjébe, négytüdős pókok (Mygalomorphae) alrendjébe és a madárpókfélék (Theraphosidae) családjába tartozó trópusi, falakó (arboreális) életmódot folytató faj, melyet világszerte tartanak otthonaikban terráriumi díszállatként.

## Megjelenése
Közeli rokonánál, a Psalmopoeus cambridgei-nél valamivel kisebb, testmérete 5-6 cm, az adult nőstény lábfesztávolsága 15–18 cm is lehet.
Alapszíne fekete, utótestének két oldalán 5-5 világosabb folt látható, lábainak végén hasonló színű sáv található. A nőstények színe lényegesen élénkebb a hímekénél.

## Életmódja
A Psalmopoeus irminia eredeti élőhelye Venezuela, Trinidad és Tobago.

Arborális, azaz falakó madárpók. A trópusi esőerdők fái szolgálnak számára élőhelyül, ahol főként nagyobb rovarokra, esetleg kisebb madarakra vadászik.

## Tartása
Tartása szinte megegyezik a P. cambridgeivel. Falakó pók lévén érdemes számára álló, toronyterráriumot berendezni, ezzel jobban utánozva természetes környezetét. Mivel a talajban nem tevékenykedik, elég néhány cm-es talajtakaró számára.

Optimális tartási hőmérséklete 25-28 °C, ideális páratartalom 65-70%.

Táplálékában nem válogatós, fiatalabb korában etethető lisztkukaccal, később tücskök, sáskák kiválóak számára. Agresszív fajnak mondható, gyakran veszi fel a fenyegető pózt. Rendkívül gyors mozgású, és nagyot képes ugrani.